# Carl de Keyzer
Carl de Keyzer (* 27. prosince 1958 Kortrijk) je belgický fotograf a fotožurnalista, od roku 1994 člen agentury Magnum Photos. Hlavní témata jeho práce obsahují rozpad Sovětského svazu a Indie. De Keyzer vystavoval svá díla v celé řadě evropských galeriích a získal několik ocenění, včetně Book Award na Rencontres d'Arles, cenu W. Eugena Smithe a Kodak Award.

## Životopis
Narodil se 27. prosince 1958 v Kortrijku u Gentu v Belgii. V roce 1982 složil docenturu fotografie na Royal Academy of Fine Arts v Gentu. Jeho kariéra na volné noze začala téhož roku, kdy na Královské akademii výtvarných umění začal učit. Během této doby spoluzaložil Galerii XYZ-Photography. Hlavním tématem jeho práce je rozpad Sovětského svazu a Indie. Galerie Roberta Kocha popisuje jeho práci jako průzkum „marginalizovaných sociálních skupin a konstruuje nekritické psychologické portréty, které se snaží seznámit s ostatními“.
Je členem agentury Magnum Photos, kam byl nominován roku 1990 a plným členem se stal roku 1994. Jeho díla jsou zastoupena v řadě sbírek, jako je ICP v New Yorku nebo FNAC v Paříži. De Keyzer je také úspěšný jako reklamní fotograf. Svým osobitým způsobem ztvárnil kampaně pro firmy Coca Cola, Smart, Peugeot nebo Diesel.
Jeho dílo se vyznačuje efektivním využitím záblesku, které připomíná nastavení světla v obrazech vlámských mistrů. Své obrazy nekomponuje, ve významu že nepózuje postavy, ale zdůrazňuje své fotografie vědomým používáním světla.

## Knihy
- Oogspanning, 1984,
- India, 1987 (Uitgeverig Focus 1999) ISBN 978-90-72216-01-4
- Homo Sovieticus/USSR-1989-CCCP, 1989 (Distributed Art Publishers 1993) ISBN 978-90-72216-11-3 (Anglické vydání o SSSR)
- God, Inc., 1992 (Uitgeverig Focus) ISBN 978-90-72216-22-9
- East of Eden. Ghent: Ludion, 1996. ISBN 90-5544-064-7
- 1997 Tableaux D'Histoire (Edition CNP Paris)
- Europa, 2000 (Ludion Editions NV) ISBN 978-90-5544-287-4
- Zona, 2003 (Trolley Books) ISBN 978-0-9542648-4-0
- 2003 Tableaux D'Histoire (Centro de Arte, Salamanca)
- Trinity, 2008 (Schilt Publishing) ISBN 978-90-5330-594-2
- Congo (Belge) (Editions Lannoo sa) ISBN 978-90-209-8682-2

Jeho práce jsou obsaženy v početných sbírkách, například v ICP v New Yorku a v FNAC v Paříži.

## Galerie

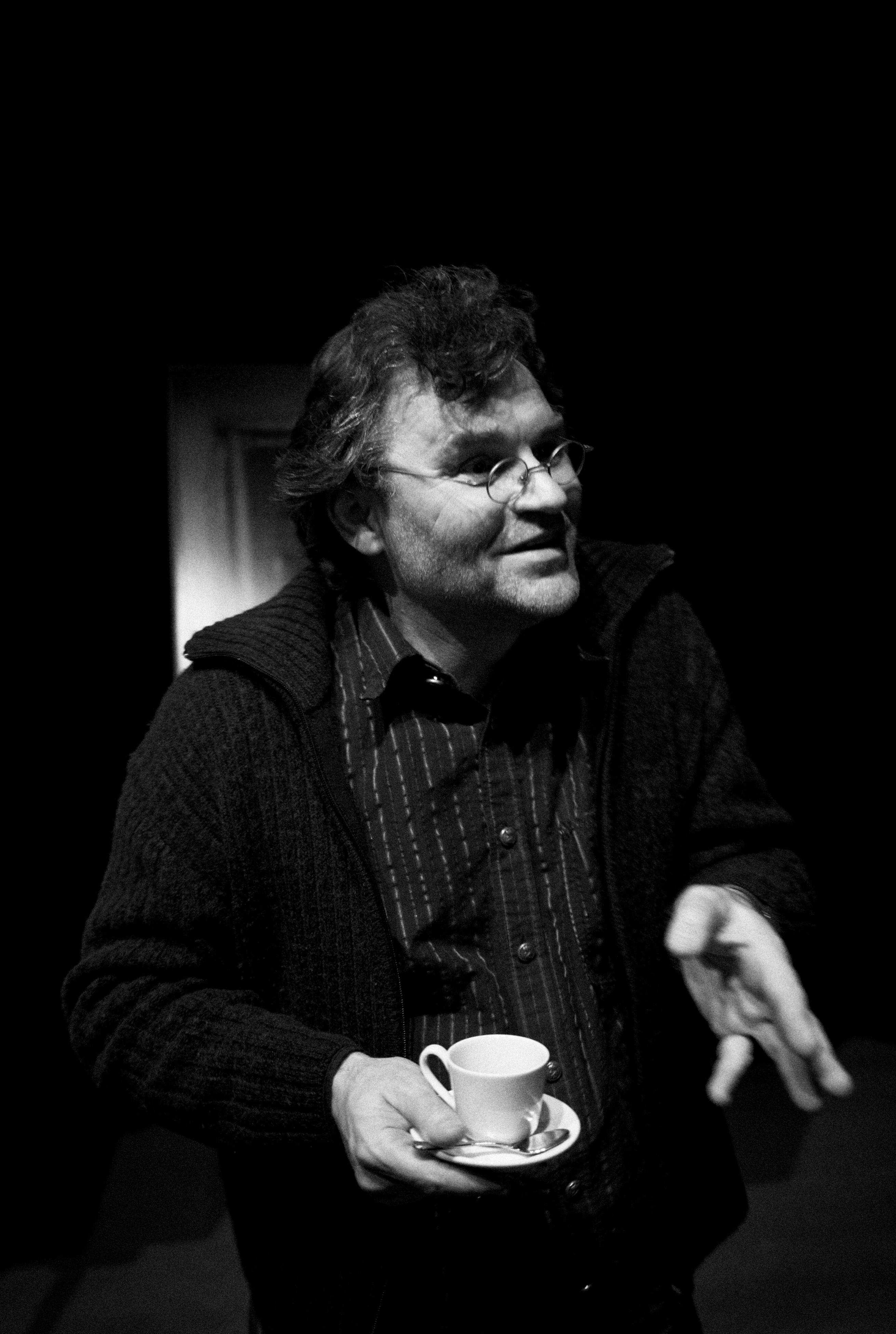
Carl de Keyzer, 2009
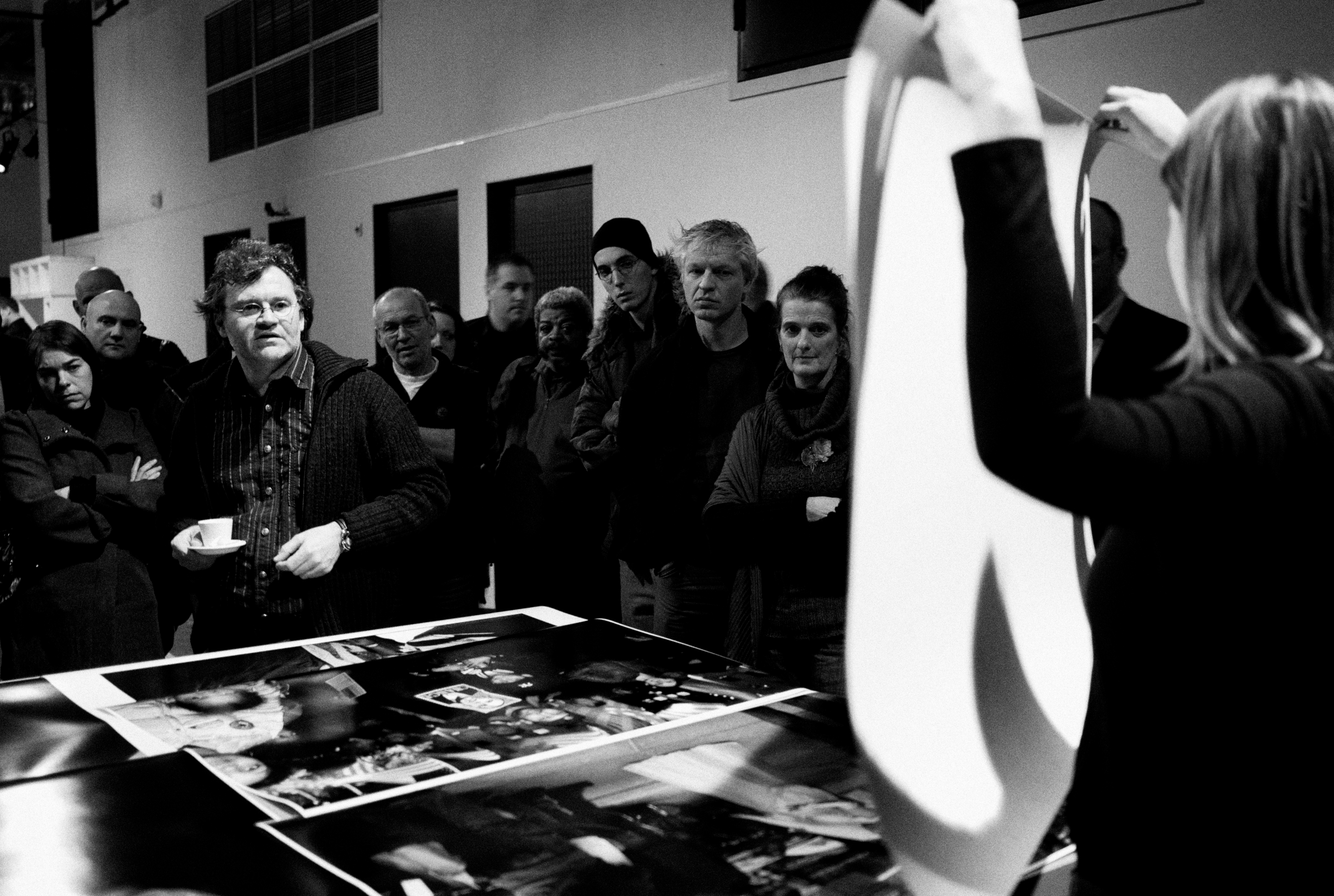
Carl de Keyzer se svými studenty na workshopu
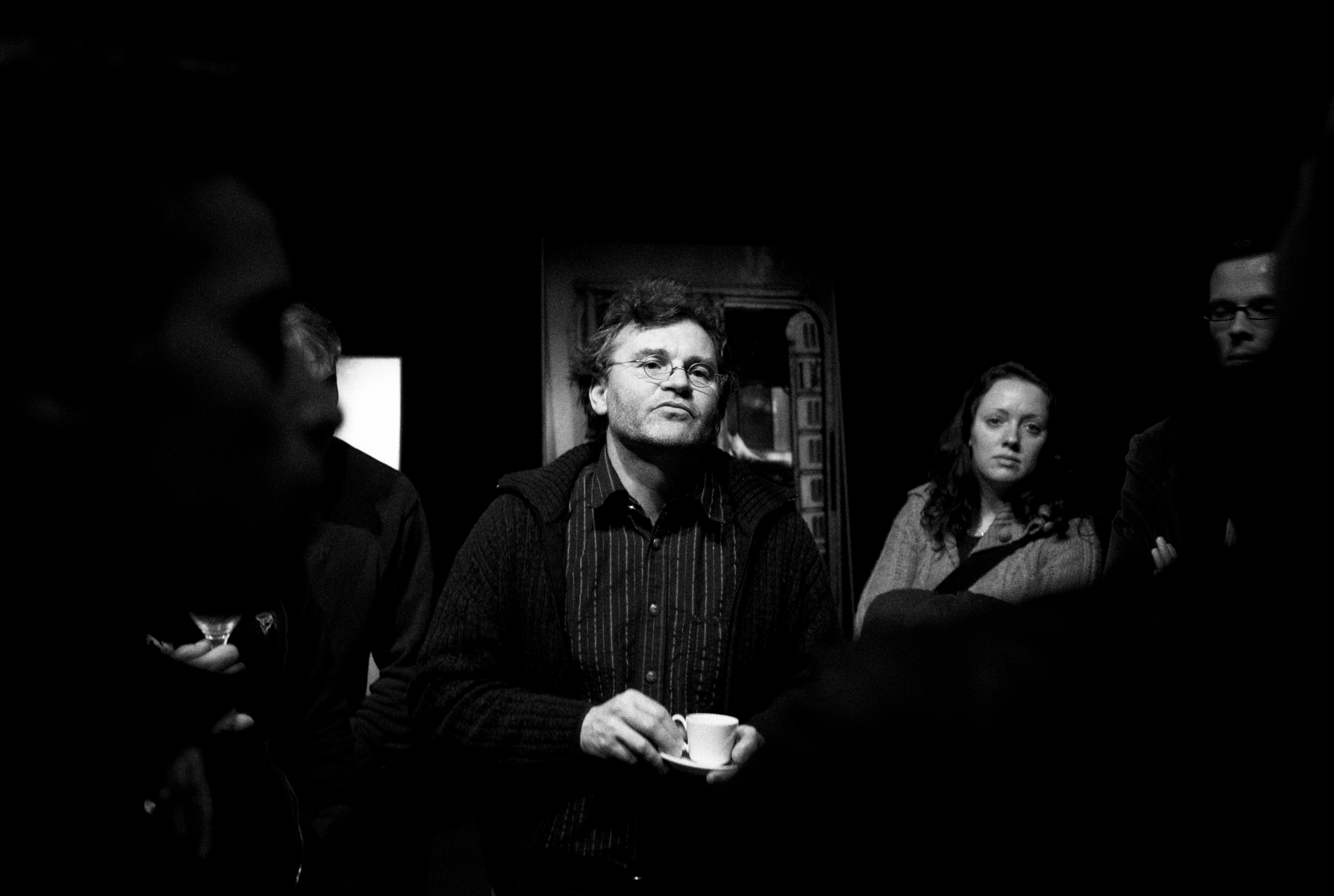
Carl de Keyzer se svými studenty na workshopu
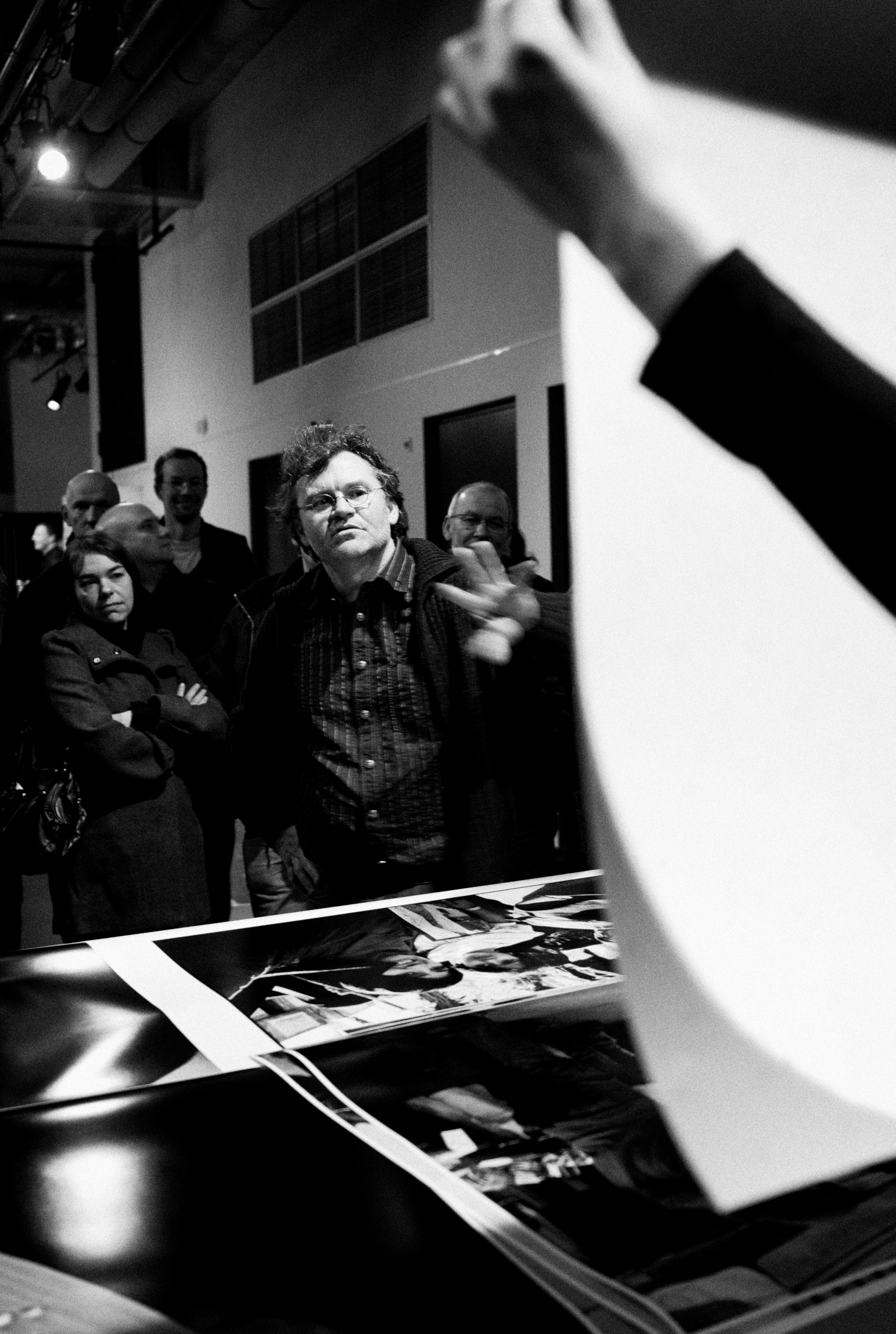
Carl de Keyzer se svými studenty na workshopu